# Мванза, Джексон
Джексон Мванза (англ. Jackson Mwanza; 6 февраля 1987, Лусака) — замбийский футболист, нападающий клуба «ЗЕСКО Юнайтед» и сборной Замбии.

## Клубная карьера
Мванза с 2009 года начал выступать в чемпионате Замбии за «ЗЕСКО Юнайтед». За три сезона он отметился 15 забитыми мячами и стал чемпионом и обладателем Суперкубка страны.
В декабре 2012 года было объявлено о трансфере нападающего в суданский «Аль-Меррейх», за один сезон в котором Джексон выиграл первенство и кубок страны.
Летом 2013 года замбиец возвратился в «ЗЕСКО Юнайтед» и в сезоне 2014 года вновь стал чемпионом Замбии, забив 15 мячей и став лучшим бомбардиром турнира.

## Карьера в сборной
Джексон 3 декабря 2010 года дебютировал в составе сборной Замбии во встрече Кубка КЕСАФА со сборной Сомали.
24 декабря 2014 года нападающий был включён в предварительный состав сборной для участия в Кубке африканских наций 2015. 7 января 2015 года Мванза попал в окончательную заявку на турнир. В Экваториальной Гвинее Джексон принял участие только в матче второго тура группового этапа против сборной Туниса.

## Достижения

### Командные
ЗЕСКО Юнайтед
- Чемпион Замбии (2): 2010, 2014
- Обладатель Суперкубка Замбии: 2011

 Аль-Меррейх
- Чемпион Судана (1): 2013
- Обладатель Кубка Судана (1): 2013

### Индивидуальные
- Лучший бомбардир чемпионата Замбии (1): 2014